# Chishui
Chishui (赤水 ; pinyin : Chìshuǐ) est une ville de la province du Guizhou en Chine. C'est une ville-district placée sous la juridiction de la ville-préfecture de Zunyi.

## Démographie
La population du district était de 290 724 habitants en 1999.